# 王寅春
王寅春（1897年—1977年），祖籍江苏镇江，出生于江苏宜兴，紫砂壶名师，“紫砂七老”之一。

## 生平
王寅春13岁时跟随金阿寿学习制壶，三年后满师。1920年代起，上海客户向其定制各式紫砂壶，他也因此名扬沪上。1934年吴德盛陶器行订制销往日本的数百件小花盆。因工期紧迫，王寅春首创紫砂挡坯模型，开启了紫砂模具成型工艺的先河。1935年他应古董商龚心钊之邀，赴上海从事紫砂仿古，曾仿制过时大彬、陈鸣远、徐友泉、陈光明、陈子畦等名家作品。抗日战争爆发后，他回到家乡，以自制自售紫砂器为生。
中华人民共和国成立后，王寅春于1954年参加蜀山陶业生产合作社（宜兴紫砂工艺厂前身）。1956年，被江苏省人民政府任命为七位技术辅导员之一，即后来人称“紫砂七老”。王寅春长子王石耕、次子王根大、三子王三大、幼子王小龙、儿媳高丽君等皆继承其衣钵，成为紫砂名家。此外，他培养的弟子还包括许成权、高洪英、陈钢（陈小庚）、葛岳彬、江宏大、方立品、何道洪、周桂珍、张红华等。